# Sloveens handbalteam (vrouwen)
Het Sloveens handbalteam is het nationale vrouwenteam dat Slovenië vertegenwoordigt tijdens internationale handbalwedstrijden. Het team valt onder de verantwoordelijkheid van de Sloveense Handbalfederatie (Sloveens: Rokometna Zveza Slovenije, RZS).

## Resultaten

### Olympische Spelen
| Olympische Spelen | Olympische Spelen                        | Olympische Spelen                        | Olympische Spelen                        | Olympische Spelen                        | Olympische Spelen                        | Olympische Spelen                        | Olympische Spelen                        | Olympische Spelen                        |
| Jaar (teams)      | Resultaat                                | Wed                                      | W                                        | G                                        | V                                        | DV                                       | DT                                       | DS                                       |
| ----------------- | ---------------------------------------- | ---------------------------------------- | ---------------------------------------- | ---------------------------------------- | ---------------------------------------- | ---------------------------------------- | ---------------------------------------- | ---------------------------------------- |
| 1976 (6)          | Slovenië maakte deel uit van Joegoslavië | Slovenië maakte deel uit van Joegoslavië | Slovenië maakte deel uit van Joegoslavië | Slovenië maakte deel uit van Joegoslavië | Slovenië maakte deel uit van Joegoslavië | Slovenië maakte deel uit van Joegoslavië | Slovenië maakte deel uit van Joegoslavië | Slovenië maakte deel uit van Joegoslavië |
| 1980 (6)          | Slovenië maakte deel uit van Joegoslavië | Slovenië maakte deel uit van Joegoslavië | Slovenië maakte deel uit van Joegoslavië | Slovenië maakte deel uit van Joegoslavië | Slovenië maakte deel uit van Joegoslavië | Slovenië maakte deel uit van Joegoslavië | Slovenië maakte deel uit van Joegoslavië | Slovenië maakte deel uit van Joegoslavië |
| 1984 (6)          | Slovenië maakte deel uit van Joegoslavië | Slovenië maakte deel uit van Joegoslavië | Slovenië maakte deel uit van Joegoslavië | Slovenië maakte deel uit van Joegoslavië | Slovenië maakte deel uit van Joegoslavië | Slovenië maakte deel uit van Joegoslavië | Slovenië maakte deel uit van Joegoslavië | Slovenië maakte deel uit van Joegoslavië |
| 1988 (8)          | Slovenië maakte deel uit van Joegoslavië | Slovenië maakte deel uit van Joegoslavië | Slovenië maakte deel uit van Joegoslavië | Slovenië maakte deel uit van Joegoslavië | Slovenië maakte deel uit van Joegoslavië | Slovenië maakte deel uit van Joegoslavië | Slovenië maakte deel uit van Joegoslavië | Slovenië maakte deel uit van Joegoslavië |
| 1992 (8)          | Kon niet deelnemen aan kwalificatie      | Kon niet deelnemen aan kwalificatie      | Kon niet deelnemen aan kwalificatie      | Kon niet deelnemen aan kwalificatie      | Kon niet deelnemen aan kwalificatie      | Kon niet deelnemen aan kwalificatie      | Kon niet deelnemen aan kwalificatie      | Kon niet deelnemen aan kwalificatie      |
| 1996 (8)          | Niet gekwalificeerd                      | Niet gekwalificeerd                      | Niet gekwalificeerd                      | Niet gekwalificeerd                      | Niet gekwalificeerd                      | Niet gekwalificeerd                      | Niet gekwalificeerd                      | Niet gekwalificeerd                      |
| 2000 (10)         | Niet gekwalificeerd                      | Niet gekwalificeerd                      | Niet gekwalificeerd                      | Niet gekwalificeerd                      | Niet gekwalificeerd                      | Niet gekwalificeerd                      | Niet gekwalificeerd                      | Niet gekwalificeerd                      |
| 2004 (10)         | Niet gekwalificeerd                      | Niet gekwalificeerd                      | Niet gekwalificeerd                      | Niet gekwalificeerd                      | Niet gekwalificeerd                      | Niet gekwalificeerd                      | Niet gekwalificeerd                      | Niet gekwalificeerd                      |
| 2008 (12)         | Niet gekwalificeerd                      | Niet gekwalificeerd                      | Niet gekwalificeerd                      | Niet gekwalificeerd                      | Niet gekwalificeerd                      | Niet gekwalificeerd                      | Niet gekwalificeerd                      | Niet gekwalificeerd                      |
| 2012 (12)         | Niet gekwalificeerd                      | Niet gekwalificeerd                      | Niet gekwalificeerd                      | Niet gekwalificeerd                      | Niet gekwalificeerd                      | Niet gekwalificeerd                      | Niet gekwalificeerd                      | Niet gekwalificeerd                      |
| 2016 (12)         | Niet gekwalificeerd                      | Niet gekwalificeerd                      | Niet gekwalificeerd                      | Niet gekwalificeerd                      | Niet gekwalificeerd                      | Niet gekwalificeerd                      | Niet gekwalificeerd                      | Niet gekwalificeerd                      |
| 2020 (12)         | Niet gekwalificeerd                      | Niet gekwalificeerd                      | Niet gekwalificeerd                      | Niet gekwalificeerd                      | Niet gekwalificeerd                      | Niet gekwalificeerd                      | Niet gekwalificeerd                      | Niet gekwalificeerd                      |
| Totaal            | 0/7                                      | 0                                        | 0                                        | 0                                        | 0                                        | 0                                        | 0                                        | 0                                        |

 Kampioenen   Runners-up   Derde plaats   Vierde plaats

### Wereldkampioenschap
| Jaar   | Resultaat                                                          | Wed                                                                | W                                                                  | G                                                                  | V                                                                  | DV                                                                 | DT                                                                 | DS                                                                 |
| ------ | ------------------------------------------------------------------ | ------------------------------------------------------------------ | ------------------------------------------------------------------ | ------------------------------------------------------------------ | ------------------------------------------------------------------ | ------------------------------------------------------------------ | ------------------------------------------------------------------ | ------------------------------------------------------------------ |
| 1957   | Onderdeel van Joegoslavië (gekwalificeerd)                         | Onderdeel van Joegoslavië (gekwalificeerd)                         | Onderdeel van Joegoslavië (gekwalificeerd)                         | Onderdeel van Joegoslavië (gekwalificeerd)                         | Onderdeel van Joegoslavië (gekwalificeerd)                         | Onderdeel van Joegoslavië (gekwalificeerd)                         | Onderdeel van Joegoslavië (gekwalificeerd)                         | Onderdeel van Joegoslavië (gekwalificeerd)                         |
| 1962   | Onderdeel van Joegoslavië (gekwalificeerd)                         | Onderdeel van Joegoslavië (gekwalificeerd)                         | Onderdeel van Joegoslavië (gekwalificeerd)                         | Onderdeel van Joegoslavië (gekwalificeerd)                         | Onderdeel van Joegoslavië (gekwalificeerd)                         | Onderdeel van Joegoslavië (gekwalificeerd)                         | Onderdeel van Joegoslavië (gekwalificeerd)                         | Onderdeel van Joegoslavië (gekwalificeerd)                         |
| 1965   | Onderdeel van Joegoslavië (gekwalificeerd)                         | Onderdeel van Joegoslavië (gekwalificeerd)                         | Onderdeel van Joegoslavië (gekwalificeerd)                         | Onderdeel van Joegoslavië (gekwalificeerd)                         | Onderdeel van Joegoslavië (gekwalificeerd)                         | Onderdeel van Joegoslavië (gekwalificeerd)                         | Onderdeel van Joegoslavië (gekwalificeerd)                         | Onderdeel van Joegoslavië (gekwalificeerd)                         |
| 1971   | Onderdeel van Joegoslavië (gekwalificeerd)                         | Onderdeel van Joegoslavië (gekwalificeerd)                         | Onderdeel van Joegoslavië (gekwalificeerd)                         | Onderdeel van Joegoslavië (gekwalificeerd)                         | Onderdeel van Joegoslavië (gekwalificeerd)                         | Onderdeel van Joegoslavië (gekwalificeerd)                         | Onderdeel van Joegoslavië (gekwalificeerd)                         | Onderdeel van Joegoslavië (gekwalificeerd)                         |
| 1973   | Onderdeel van Joegoslavië (gekwalificeerd)                         | Onderdeel van Joegoslavië (gekwalificeerd)                         | Onderdeel van Joegoslavië (gekwalificeerd)                         | Onderdeel van Joegoslavië (gekwalificeerd)                         | Onderdeel van Joegoslavië (gekwalificeerd)                         | Onderdeel van Joegoslavië (gekwalificeerd)                         | Onderdeel van Joegoslavië (gekwalificeerd)                         | Onderdeel van Joegoslavië (gekwalificeerd)                         |
| 1975   | Onderdeel van Joegoslavië (gekwalificeerd)                         | Onderdeel van Joegoslavië (gekwalificeerd)                         | Onderdeel van Joegoslavië (gekwalificeerd)                         | Onderdeel van Joegoslavië (gekwalificeerd)                         | Onderdeel van Joegoslavië (gekwalificeerd)                         | Onderdeel van Joegoslavië (gekwalificeerd)                         | Onderdeel van Joegoslavië (gekwalificeerd)                         | Onderdeel van Joegoslavië (gekwalificeerd)                         |
| 1978   | Onderdeel van Joegoslavië (gekwalificeerd)                         | Onderdeel van Joegoslavië (gekwalificeerd)                         | Onderdeel van Joegoslavië (gekwalificeerd)                         | Onderdeel van Joegoslavië (gekwalificeerd)                         | Onderdeel van Joegoslavië (gekwalificeerd)                         | Onderdeel van Joegoslavië (gekwalificeerd)                         | Onderdeel van Joegoslavië (gekwalificeerd)                         | Onderdeel van Joegoslavië (gekwalificeerd)                         |
| 1982   | Onderdeel van Joegoslavië (gekwalificeerd)                         | Onderdeel van Joegoslavië (gekwalificeerd)                         | Onderdeel van Joegoslavië (gekwalificeerd)                         | Onderdeel van Joegoslavië (gekwalificeerd)                         | Onderdeel van Joegoslavië (gekwalificeerd)                         | Onderdeel van Joegoslavië (gekwalificeerd)                         | Onderdeel van Joegoslavië (gekwalificeerd)                         | Onderdeel van Joegoslavië (gekwalificeerd)                         |
| 1986   | Onderdeel van Joegoslavië (gekwalificeerd)                         | Onderdeel van Joegoslavië (gekwalificeerd)                         | Onderdeel van Joegoslavië (gekwalificeerd)                         | Onderdeel van Joegoslavië (gekwalificeerd)                         | Onderdeel van Joegoslavië (gekwalificeerd)                         | Onderdeel van Joegoslavië (gekwalificeerd)                         | Onderdeel van Joegoslavië (gekwalificeerd)                         | Onderdeel van Joegoslavië (gekwalificeerd)                         |
| 1990   | Onderdeel van Joegoslavië (gekwalificeerd)                         | Onderdeel van Joegoslavië (gekwalificeerd)                         | Onderdeel van Joegoslavië (gekwalificeerd)                         | Onderdeel van Joegoslavië (gekwalificeerd)                         | Onderdeel van Joegoslavië (gekwalificeerd)                         | Onderdeel van Joegoslavië (gekwalificeerd)                         | Onderdeel van Joegoslavië (gekwalificeerd)                         | Onderdeel van Joegoslavië (gekwalificeerd)                         |
| 1993   | Onderdeel van Joegoslavië (gekwalificeerd, maar later uitgesloten) | Onderdeel van Joegoslavië (gekwalificeerd, maar later uitgesloten) | Onderdeel van Joegoslavië (gekwalificeerd, maar later uitgesloten) | Onderdeel van Joegoslavië (gekwalificeerd, maar later uitgesloten) | Onderdeel van Joegoslavië (gekwalificeerd, maar later uitgesloten) | Onderdeel van Joegoslavië (gekwalificeerd, maar later uitgesloten) | Onderdeel van Joegoslavië (gekwalificeerd, maar later uitgesloten) | Onderdeel van Joegoslavië (gekwalificeerd, maar later uitgesloten) |
| 1995   | Niet gekwalificeerd                                                | Niet gekwalificeerd                                                | Niet gekwalificeerd                                                | Niet gekwalificeerd                                                | Niet gekwalificeerd                                                | Niet gekwalificeerd                                                | Niet gekwalificeerd                                                | Niet gekwalificeerd                                                |
| 1997   | 18e                                                                | 5                                                                  | 1                                                                  | 0                                                                  | 4                                                                  | 136                                                                | 158                                                                | −22                                                                |
| 1999   | Niet gekwalificeerd                                                | Niet gekwalificeerd                                                | Niet gekwalificeerd                                                | Niet gekwalificeerd                                                | Niet gekwalificeerd                                                | Niet gekwalificeerd                                                | Niet gekwalificeerd                                                | Niet gekwalificeerd                                                |
| 2001   | 9e                                                                 | 6                                                                  | 4                                                                  | 0                                                                  | 2                                                                  | 168                                                                | 140                                                                | +28                                                                |
| 2003   | 8e                                                                 | 8                                                                  | 5                                                                  | 0                                                                  | 3                                                                  | 232                                                                | 224                                                                | +8                                                                 |
| 2005   | 15e                                                                | 5                                                                  | 2                                                                  | 1                                                                  | 2                                                                  | 159                                                                | 132                                                                | +27                                                                |
| 2007   | Niet gekwalificeerd                                                | Niet gekwalificeerd                                                | Niet gekwalificeerd                                                | Niet gekwalificeerd                                                | Niet gekwalificeerd                                                | Niet gekwalificeerd                                                | Niet gekwalificeerd                                                | Niet gekwalificeerd                                                |
| 2009   | Niet gekwalificeerd                                                | Niet gekwalificeerd                                                | Niet gekwalificeerd                                                | Niet gekwalificeerd                                                | Niet gekwalificeerd                                                | Niet gekwalificeerd                                                | Niet gekwalificeerd                                                | Niet gekwalificeerd                                                |
| 2011   | Niet gekwalificeerd                                                | Niet gekwalificeerd                                                | Niet gekwalificeerd                                                | Niet gekwalificeerd                                                | Niet gekwalificeerd                                                | Niet gekwalificeerd                                                | Niet gekwalificeerd                                                | Niet gekwalificeerd                                                |
| 2013   | Niet gekwalificeerd                                                | Niet gekwalificeerd                                                | Niet gekwalificeerd                                                | Niet gekwalificeerd                                                | Niet gekwalificeerd                                                | Niet gekwalificeerd                                                | Niet gekwalificeerd                                                | Niet gekwalificeerd                                                |
| 2015   | Niet gekwalificeerd                                                | Niet gekwalificeerd                                                | Niet gekwalificeerd                                                | Niet gekwalificeerd                                                | Niet gekwalificeerd                                                | Niet gekwalificeerd                                                | Niet gekwalificeerd                                                | Niet gekwalificeerd                                                |
| 2017   | 14e                                                                | 6                                                                  | 3                                                                  | 0                                                                  | 3                                                                  | 159                                                                | 167                                                                | −8                                                                 |
| 2019   | 19e                                                                | 7                                                                  | 3                                                                  | 0                                                                  | 4                                                                  | 190                                                                | 219                                                                | −29                                                                |
| 2021   | 17e                                                                |                                                                    |                                                                    |                                                                    |                                                                    |                                                                    |                                                                    |                                                                    |
| Totaal | 7/14                                                               | 37                                                                 | 18                                                                 | 1                                                                  | 18                                                                 | 1044                                                               | 1040                                                               | +4                                                                 |

 Kampioenen   Runners-up   Derde plaats   Vierde plaats

### Europees kampioenschap
| Europees kampioenschap | Europees kampioenschap | Europees kampioenschap | Europees kampioenschap | Europees kampioenschap | Europees kampioenschap | Europees kampioenschap | Europees kampioenschap | Europees kampioenschap | Europees kampioenschap |
| Jaar (teams)           | Resultaat              | Wed                    | W                      | G                      | V                      | DV                     | DT                     | DS                     | Kwal                   |
| ---------------------- | ---------------------- | ---------------------- | ---------------------- | ---------------------- | ---------------------- | ---------------------- | ---------------------- | ---------------------- | ---------------------- |
| 1994 (12)              | Niet gekwalificeerd    | Niet gekwalificeerd    | Niet gekwalificeerd    | Niet gekwalificeerd    | Niet gekwalificeerd    | Niet gekwalificeerd    | Niet gekwalificeerd    | Niet gekwalificeerd    | Niet gekwalificeerd    |
| 1996 (12)              | Niet gekwalificeerd    | Niet gekwalificeerd    | Niet gekwalificeerd    | Niet gekwalificeerd    | Niet gekwalificeerd    | Niet gekwalificeerd    | Niet gekwalificeerd    | Niet gekwalificeerd    | Niet gekwalificeerd    |
| 1998 (12)              | Niet gekwalificeerd    | Niet gekwalificeerd    | Niet gekwalificeerd    | Niet gekwalificeerd    | Niet gekwalificeerd    | Niet gekwalificeerd    | Niet gekwalificeerd    | Niet gekwalificeerd    | Niet gekwalificeerd    |
| 2000 (12)              | Niet gekwalificeerd    | Niet gekwalificeerd    | Niet gekwalificeerd    | Niet gekwalificeerd    | Niet gekwalificeerd    | Niet gekwalificeerd    | Niet gekwalificeerd    | Niet gekwalificeerd    | Niet gekwalificeerd    |
| 2002 (16)              | 10e                    |                        |                        |                        |                        |                        |                        |                        | (Kwal.)                |
| 2004 (16)              | 9e                     |                        |                        |                        |                        |                        |                        |                        | (Kwal.)                |
| 2006 (16)              | 16e                    |                        |                        |                        |                        |                        |                        |                        | (Kwal.)                |
| 2008 (16)              | Niet gekwalificeerd    | Niet gekwalificeerd    | Niet gekwalificeerd    | Niet gekwalificeerd    | Niet gekwalificeerd    | Niet gekwalificeerd    | Niet gekwalificeerd    | Niet gekwalificeerd    | Niet gekwalificeerd    |
| 2010 (16)              | 16e                    |                        |                        |                        |                        |                        |                        |                        | (Kwal.)                |
| 2012 (16)              | Niet gekwalificeerd    | Niet gekwalificeerd    | Niet gekwalificeerd    | Niet gekwalificeerd    | Niet gekwalificeerd    | Niet gekwalificeerd    | Niet gekwalificeerd    | Niet gekwalificeerd    | Niet gekwalificeerd    |
| 2014 (16)              | Niet gekwalificeerd    | Niet gekwalificeerd    | Niet gekwalificeerd    | Niet gekwalificeerd    | Niet gekwalificeerd    | Niet gekwalificeerd    | Niet gekwalificeerd    | Niet gekwalificeerd    | Niet gekwalificeerd    |
| 2016 (16)              | 14e                    |                        |                        |                        |                        |                        |                        |                        | (Kwal.)                |
| 2018 (16)              | 13e                    |                        |                        |                        |                        |                        |                        |                        | (Kwal.)                |
| 2020 (16)              | 16e                    |                        |                        |                        |                        |                        |                        |                        | (Kwal.)                |
| 2022 (16)              | 8ste                   | 6                      | 3                      | 0                      | 3                      | 151                    | 156                    | −5                     | (Gastland)             |
| Totaal                 | 8/15                   |                        |                        |                        |                        |                        |                        |                        |                        |

 Kampioen   Runner-up   Derde plaats   Vierde plaats